# IDOL Street
iDOL Street是日本愛貝克思集團在2010年設立的偶像專屬唱片品牌與企劃。同年12月22日發行SUPER☆GiRLS的超絶少女，也是該品牌第一個發行的作品。目前旗下主要有SUPER☆GiRLS與The World Standard (わーすた)團體。

## iDOL Street Project
由SUPER☆GiRLS、Cheeky Parade、GEM、わーすた、Street 生組成。

### SUPER☆GiRLS
iDOL Street的第一組團體。

### Cheeky Parade
iDOL Street的第二組團體，2018年7月31日解散。

### GEM
iDOL Street的第三組團體。團名是由「寶石」之意代表「在磨練下變成閃亮的寶石」、以及「Girls Entertainment Mixture（少女們的娛樂集合體）」兩種意義，2018年3月31日解散。

### The World Standard
iDOL Street的第四組團體。

### Street 生 （日语：ストリート生）
iDOL Street中目標正式出道的候補成員。根據成員所在地的不同，分為「e-Street」（北海道：e-Street SAPPORO；關東：e-Street TOKYO）與「w-Street」（中部：w-Street NAGOYA；關西：w-Street OSAKA；九州：w-Street FUKUOKA）。

## 簡歷
- 2011年6月12日，在品川Stellar Hall所舉辦的SUPER☆GiRLS組成一周年紀念演唱會上，『avex 偶像徵選會 2010』的15位選出的落選者公開亮相。[1]。成員分為住在關東的「e-Street」與住在關西的「w-Street」兩組。
- 2011年10月3日，增加3位二期生成員。
- 2012年2月19日，在Shibuya O-EAST舉辦的單獨演唱會上，宣布從Street生中選出九位成員組成新團體Cheeky Parade。
- 2012年5月19日，在KDDI Design Studio舉辦的「avex 偶像徵選會 2012」的最終審查，決定iDOL Street3期生共29位。3期生在同年6月12日於中野Sun Plaza舉辦的登場。同時分成前述的五個組別。
- 2012年12月25日，在『SUPER☆GiRLS EveryBody JUMP!! 2012 FINAL 〜X'mas Special〜 Vol.1 Vol.2』上，宣布該品牌旗下第三組團體「GEM」組成[2]。